# CIL 3111
CIL II 3111 (= CIL V 5844) è un'epigrafe in lingua latina raccolta nel Corpus Inscriptionum Latinarum.

## Epigrafe
L'iscrizione è stata ritrovata a Cabeza del Griego nella provincia di Segóbriga, in Spagna.

## Testo
1. M(arcus) Bullani(us) [- f(ilius)]
2. Aim(ilia) (!Aemilia) (scil.tribu) prae[f(ectus) ---]